# Ботохой-Тархун
Ботохой-Тархун — правительница монгольского племени хори-туматов в начале XIII века. Прозвище тархун в переводе с монгольского языка означает «толстая».
Править стала после смерти своего мужа Дайдухул-Сохора («Дайдухула Незрячего»). В 1207 году в земли хори-туматов и других «лесных народов» вторглись монгольские войска под командованием старшего сына Чингисхана Джучи; в результате монголам подчинился ряд южносибирских племён, однако хори-туматы так и остались непокорёнными. В 1217 году для подчинения туматов Чингисхан отправил отряд во главе одного из своих нукеров Борохула, но тот, пробираясь через лес, попал в подстроенную ловушку и был убит. Разгневанный хан, желая отомстить за смерть сподвижника, поручил другому своему военачальнику, Дорбо-Докшину из рода дурбэн, возглавить карательный поход против непокорного племени. Ведя войска по звериным тропам, монголы прорубали себе просеку с помощью топоров и пил до тех пор, пока не вышли на вершину горы, откуда и обрушили стремительную атаку на ничего не подозревавших туматов. Сама же Ботохой-Тархун после разгрома своего племени была отдана в наложницы вождю ойратов Худуха-беки, незадолго до этого попавшего в туматский плен и освобождённого воинами Чингисхана.
Ботохой стала персонажем романа Исая Калашникова «Жестокий век» (1978).